# Raoul Deleo
Raoul Deleo, pseudoniem van Raoul de Leeuw, (21 december 1968) is een Nederlandse illustrator, tekenaar en animator.

## Biografie
Deleo is sinds 1993] werkzaam als illustrator en werd vooral bekend na het winnen van de Illustratie Jaarprijs van het NIC (de Vereniging voor Nederlandse illustratoren) in 1995. Het bekroonde werk was "De Kluut", gemaakt voor een kalender van Animal Support.
Deleo won meer prijzen, zoals in 1995 de Aanmoedigingsprijs Illustratie van het Amsterdams Fonds voor de Kunst (AFK), verschillende categorie-prijzen van De Beroepsorganisatie voor Nederlandse Ontwerpers (BNO), de Prijs voor illustratieve vormgeving in 2003 van de stichting De Nederlandse Designprijzen en een deelbekroning in 2004 van de Nederlandse Artdirectors Club (ADCN).
Deleo werkt voornamelijk voor tijdschriften. Zijn werk is onder meer gepubliceerd in Vrij Nederland, Elsevier, Het Algemeen Dagblad, de VPRO-gids, Rails, Avenue, Man, Viva, Cosmopolitan, Playboy en Management Team. Vanaf 2004 is hij zich ook gaan toeleggen op de animatie. Zijn korte animatiefilms met het cartoonfiguurtje "Rufus" zijn daarvan een voorbeeld.
De tekenfilm "Rufus in Bouncin' Buddy" (2005) is vertoond op verschillende filmfestivals in Europa en Azië. Onder meer in Frankrijk tijdens het gezaghebbende Internationale Animatie Filmfestival in Annecy in 2006 en in Japan tijdens de 11e editie van het Hiroshima Animatie festival.
Het verhaal gaat dat niet Deleo deze animatie heeft gemaakt maar zijn grootvader Deleo Sr. en dat de eerste enkel de film heeft gerestaureerd, maar aan de waarheid van dit gerucht wordt sterk getwijfeld.
Deleo regisseerde en animeerde inmiddels ook verschillende tv-commercials.(onder meer voor Postbank N.V., uitzendbureau Vitae en Randstad)
In 2007 verscheen bij uitgeverij Meulenhof het boek getiteld "De Eenzame Snelweg": Een samenwerking met schrijver Auke Hulst en een reisverslag in tekst en beeld. De reis volgt de route van New York naar San Francisco die de schrijver Jack Kerouac in het boek On the Road (1957) beschrijft en heeft afgelegd. In navolging van Kerouac, die zijn boek vijftig jaar eerder schreef op een rol papier van veertig meter, legde ook Deleo zijn belevingen in de vorm van tekeningen vast op een rol van circa dertig meter. Het boek werd genomineerd voor de Stripschappenning in de Categorie Nederlands Literair en voor de Belgische Prix Saint-Michel.
In 2022 werden de Woutertje Pieterse Prijs en de Gouden Penseelprijs aan hem toegekend voor het boek Terra Ultima (Samen met Noah J. Stern)